# Biloriceanske, Prîazovske
Biloriceanske (în ucraineană Білорічанське) este un sat în așezarea urbană Prîazovske din raionul Prîazovske, regiunea Zaporijjea, Ucraina.

## Demografie
Componența lingvistică a localității Biloriceanske
     Rusă (84,62%)
     Ucraineană (15,38%)
Conform recensământului din 2001, majoritatea populației localității Biloriceanske era vorbitoare de rusă (84,62%), existând în minoritate și vorbitori de ucraineană (15,38%).